# Skellytown
La ville américaine de Skellytown est située dans le comté de Carson, dans l’État du Texas. Lors du recensement de 2010, elle comptait 473 habitants.

## Démographie
Lors du recensement de 2010, la ville comptait une population de 473 habitants. Elle est estimée, en 2016, à 462 habitants.

## Source
- (en) Cet article est partiellement ou en totalité issu de l’article de Wikipédia en anglais intitulé « Skellytown, Texas » (voir la liste des auteurs).